# Bussy (Oise)
Bussy é uma comuna francesa na região administrativa de Altos da França, no departamento de Oise. Estende-se por uma área de 3,87 km², com habitantes, segundo os censos de 1999.